# Esther Valentine
Esther Valentine (précédemment Peterson et Wilkes) est un personnage de la série Les Feux de l'amour joué par Kate Linder depuis 1982. Le rôle de l'actrice était récurrent jusqu'en 1985, jusqu'à ce que son personnage fasse des apparitions plus occasionnelles. L'année 2008, ce personnage retrouve un passage plus régulier. Depuis 2013, le rôle d'Esther est de nouveau récurrent.

## Son histoire
- Esther est la gouvernante de Katherine Chancellor. Elle est aussi marraine des Alcooliques anonymes. Elle a une aventure d'un soir avec un plombier nommé "Tiny", elle tombe enceinte, accouche de Katherine Tina Valentine, qu'on ne voit plus jusqu'en 2008, quand elle revient comme coordinatrice de mode pour Jabot Cosmetics en tant que Chloe Mitchell.

- Esther est indirectement responsable de la mort du mari de Katherine, Rex Sterling car elle a répondu à une petite annonce et rencontré Norman Peterson, un escroc notoire. Pour impressionner Norman, elle pose comme propriétaire du manoir Chancellor, et Katherine et Rex se déguisent en domestiques. Norman contraint Esther à convaincre Katherine de l'insérer dans son testament et à l'épouser. Katherine, suspicieuse, et Rex arrangent un faux mariage. Ensuite, voyant que Norman est dangereux, Rex veut le mettre dehors. Il le surprend en train de cambrioler le coffre-fort de Katherine ; il y a une altercation, Norman tire sur Rex. Katherine est effondrée. Norman est arrêté pour le meurtre ; Esther divorce (Esther est citée dans le testament de Katherine).

- On apprend plus tard que Chloé, mariée avec Cane, est la fille d'Esther. Elles essaient d'établir des liens normaux, mais sont toujours embarrassés du fait qu'Esther soit une domestique. À l'anniversaire de Cane, elles deviennent vraiment complices.

- Le 20 novembre 2008, après la lecture du testament de Katherine présumée morte, Esther hérite d'un centième de sa fortune, évaluée à 1 milliard de dollars et de la copropriété du Manoir Chancellor. Esther est maintenant en sécurité financière et peut se réjouir de sa vie de luxe dans sa nouvelle résidence. À la même période, elle commence à sortir avec Roger Wilkes, avec qui elle s'engage après plusieurs rendez-vous. Ils se marient, mais Roger est un escroc et Esther ne tarderas pas à le découvrir.  Le mariage est déclaré illégal car Roger est déjà marié à Annie Wilkes.
- En 2013, lors de la mort réelle de Katherine Chancellor Murphy, (Jeanne Cooper etant décédé) Esther hérite à nouveau d'une partie du Manoir, et obtient une boite mysterieuse avec Jill dont celle-ci cherche à percer le mystère. Il s'agit en réalité d'un moyen de les rapprocher après sa mort. Elle soutient sa fille lors de la mort brutale de Cordelia.
- Esther finit par quitter son emploi au Manoir Chancellor, incapable de s'occuper de Colin, qui, selon elle, lui faisait des avances, bien que cela n'ait jamais été prouvé. Elle prend alors un emploi de barista chez Crimson Lights sous la direction du propriétaire Dylan McAvoy.
- Jill, réalisant à quel point Esther lui manque, la réengage et elle travaille à nouveau comme femme de ménage au Manoir Chancellor.